# Cryomyces antarcticus
Cryomyces antarcticus è una specie fungo appartenente alla classe Dothideomycetes, diffuso in Antartide.

## Tassonomia
Questo fungo rientra nella divisione degli ascomiceti, ed è di tipo estremofilo, ovvero è in grado di sopravvivere in ambienti estremi, e criptoendolitico, ovvero in grado di vivere all'interno delle rocce. La sua classificazione per quanto riguarda ordine e famiglia è incerta.

## Scoperta
Questo fungo è stato scoperto a Linnaeus Terrace (Antartide), nelle McMurdo Dry Valleys nel 1982 in dei blocchi di arenaria. Fu rinvenuto insieme ad altre muffe dallo studioso americano Imre Friedmann. È stato etichettato come nuova specie nel 2005.

## Biologia

### Habitat
Questo fungo vive generalmente in ambienti molto freddi, all'interno delle rocce, specialmente in Antartide.

### Comportamento
È in grado di resistere ad ambienti estremi: infatti è stato rinvenuto nel deserto più freddo della Terra, le McMurdo Dry Valleys. Il 7 febbraio 2008 dei campioni di questo fungo sono stati inviati sulla Stazione Spaziale Internazionale e sono stati esposti alle radiazioni cosmiche. I campioni tornarono sulla Terra il 12 settembre 2009, circa 18 mesi dopo, e tutti erano ancora vivi, ma soprattutto il DNA aveva mantenuto la sua integrità. La sua notevole resistenza dipende principalmente dalla parete cellulare molto spessa, che contiene un'elevata quantità di melanina, che agisce proteggendo il DNA dai possibili danni quando le condizioni sono tali da impedire il corretto funzionamento dei sistemi di riparazione standard.

### Scopi astrobiologici
Grazie a questa sua elevata resistenza, questo fungo è usato come campione in molti esperimenti di astrobiologia. Poiché questo fungo è stato in grado di sopravvivere in condizioni estreme simili a quelle del pianeta Marte, proprio su questo pianeta si stanno cercando forme di vita che potrebbero essere simili a questo fungo.